# Markt (Geleen)
De Markt (lokale uitspraak: Mert) is een plein in het centrum van Geleen. Op het plein, waaraan meerdere gemeentelijke monumenten zijn gelegen, vindt elke zaterdag de wekelijkse groenten- en warenmarkt plaats.

## Geschiedenis
Het oorspronkelijke marktplein van Geleen is aangelegd in 1929 naast en achter het in 1922 geopende raadhuis. Dit raadhuis werd gebouwd nadat in 1915 was besloten om in Lutterade een nieuwe kolenmijn te gaan exploiteren waarbij de verwachting was dit tot een explosieve ontwikkeling zou leiden van de tot dan agrarische gemeente Geleen. Het raadhuis werd gebouwd op een locatie welke precies het middelpunt vormde tussen de drie woonkernen waaruit Geleen bestond, toen een eenzame plek midden in de akkers. Het gebouw heeft nog diverse jaren hier gestaan zonder dat er aanvullende nieuwbouwactiviteiten plaatsvonden. In 1929 werd de eerste spade gestoken voor de aanleg van de het marktplein, waarna al spoedig meer bebouwing kwam en de eerste winkels rondom het plein neerstreken. Een gedeelte van het terrein bleef onontgonnen en werd bestemd voor agrarisch marktgebeuren. Hier werd later de Nieuwe Markt aangelegd.

## Ontwikkelingen rond de Markt
Na de verdere ontwikkeling van de nieuwe stad in de jaren 1930 was de Markt centraal gelegen binnen het daaromheen aangelegde centrum. De belangrijkste winkelstraten waren in het begin van het ontstaan van het centrum de Raadhuisstraat en de Annastraat. Van heinde en ver vestigden zich middenstanders in Geleen Centrum, gefocust op de ontwikkelingen rond de explosieve bevolkingsgroei door de aanwezigheid van de mijn Maurits en haar nevenbedrijven. In het midden van de jaren 1950 werd het onverharde deel ten noorden van de Markt eveneens bij de Markt getrokken en kreeg de naam de naam Nieuwe Markt. Hier ontstond het nieuwe centrum met nieuwe gebouwen voor publiekstrekkers als V&D en C&A.
Behalve voor de weekmarkt werd de Markt gebruikt voor allerlei andere gebeurtenissen en spektakelstukken. In de jaren 1930 tot aanvang jaren 1960 vonden er regelmatig jaarmarkten plaats met de toepasselijke namen Sint-Antoniusjaarmarkt (in juli-augustus) en Sint-Eligiusjaarmarkt (in 1e week december), beiden met paarden-, pluimvee- en veemarkt. In de jaren 1950 en 1954 werden er exposities en tentoonstellingen gehouden onder de naam Sleutel tot de Westelijke Mijnstreek waar standhouders hun waren en nieuwe ontwikkelingen konden presenteren.
Een jaarlijks terugkerende gebeurtenis is de Grote Kermis, de grootste kermis in de regio en een van de grootste van Nederland, waarbij de bezoekers van heinde en ver hun vertier komen zoeken. Ook vindt er jaarlijks de zogenaamde Doe Dag plaats en een show van oldtimers met daar aan verbonden een rally door Zuid-Limburg. In het verleden was de Markt het middelpunt van het jaarlijkse 'Straattheater', een gebeuren waarbij amateur- en semiprofessionele artiesten hun kunsten konden tonen. Een sinds 2007 jaarlijks terugkerend gebeuren zijn de Marcellinus- en Petrusfeesten (MP-feesten). Tegenwoordig vindt er een wekelijkse Brocante- en Antiekmarkt plaats tegelijk met een versmarkt, deze laatste als een overblijfsel van de vroegere donderdagversmarkt.
De Markt is tevens een plek waar regelmatig optochten worden aanschouwd, zoals de jaarlijks terugkerende Grote Waereldsjtadoptocht gehouden op de 1e carnavalsdag (Vastelaovend in Geleens dialect) en georganiseerd door de plaatselijk stadscarnavalsvereniging De Flaarisse.
In 1952 was de Markt opgenomen in de route van de grote 'Historische optocht' gehouden ter gelegenheid van het 50-jarig bestaan van de Staatsmijnen. Deze optocht, met als thema de Geschiedenis van Limburg, ging indertijd door voor de grootste optocht ooit in Nederland.
In 1958 werd op de Nieuwe Markt het Wilhelminamonument onthuld door koningin Juliana, het eerste monument in Nederland van haar moeder Wilhelmina. Tegenwoordig staat dit monument op de (Oude) Markt, rechts voor het oude raadhuis. Het monument – gemaakt uit brons door Peter Roovers – toont de vorstin, gezeten op een troon en geflankeerd door een landbouwer met zeis en een mijnwerker met lamp. Het geheel is geplaatst op een 5 m hoge sokkel. Andere monumenten op de Markt zijn Jonas en de Walvis van de hand van kunstenaar Fons Bemelmans en Glanerwiefke uit 1983 van Pierre Lumey.
De Markt en de Nieuwe Markt hebben in de loop der jaren enkele herinrichtingen ondergaan.
In de jaren 1980 werden een groot deel van de oude markt en de gehele nieuwe markt autovrij gemaakt en gewijzigd in een voetgangersdomein. Een deel van de oude markt werd ingericht als parkeerplaats voor auto's. De laatste herinrichting vond plaats vanaf 2008 na het vertrek van de warenhuizen V&D en C&A en was van grote omvang. Deze grootwinkelbedrijven, inclusief de HEMA aan de Salmstraat, en alle omliggende gebouwen gingen tegen de vlakte en er kwamen nieuwe gebouwen die op begane grond waren voorzien van winkelpanden terwijl de verdiepingen werden bestemd voor appartementen voor senioren en kleine eenheden.

## Fotogalerij

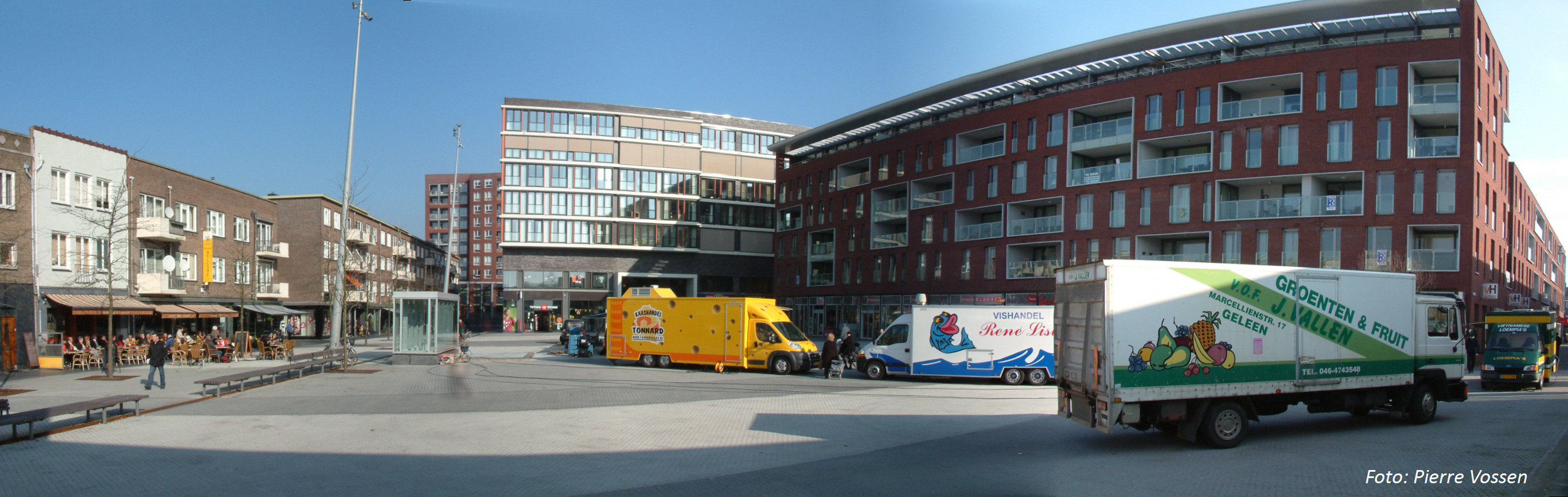
De Nieuwe Markt in 2011 na een herinrichting in 2009
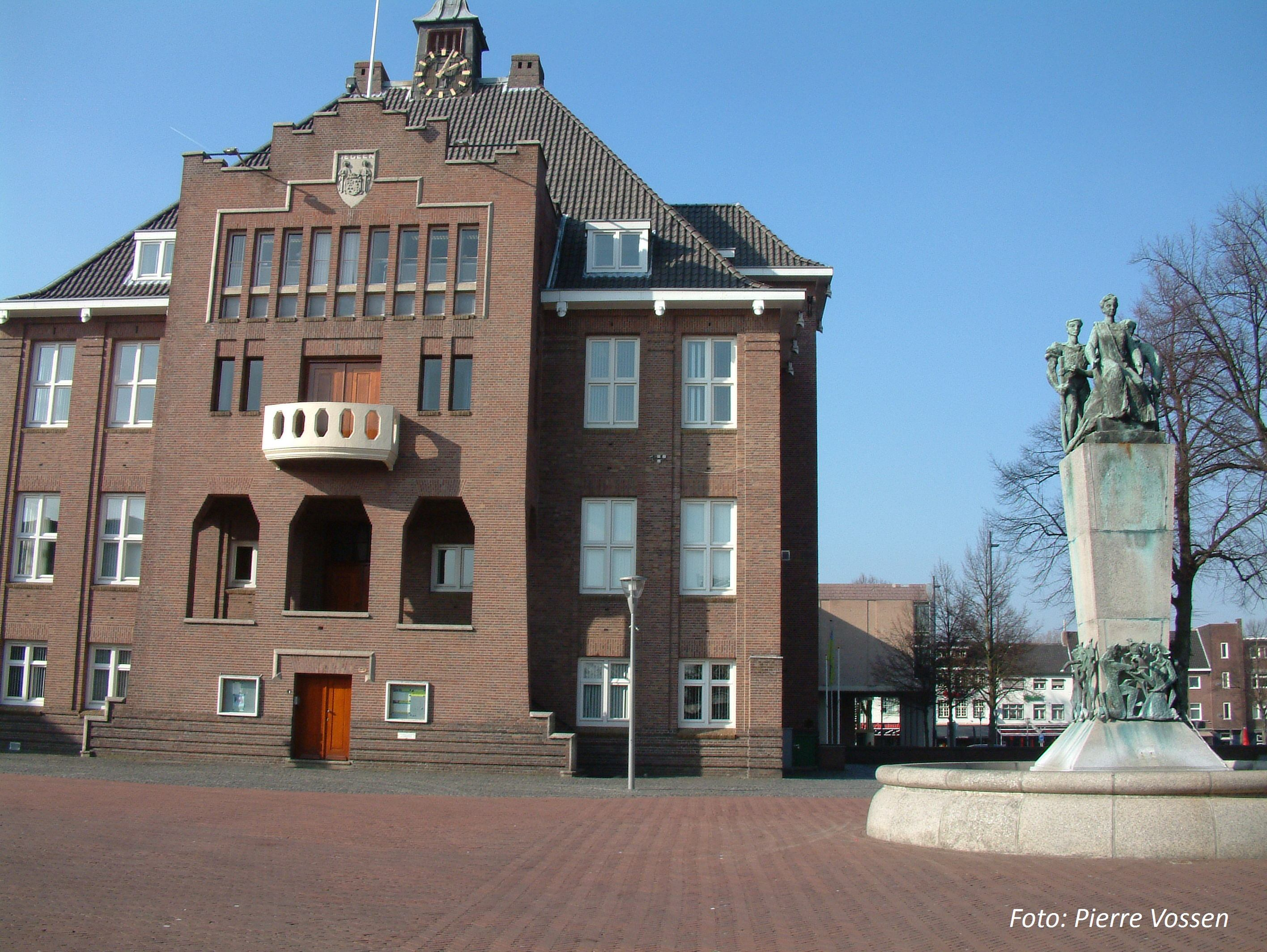
Het Raadhuis van de voormalige gemeente Geleen met rechts het Wilhelminamonument.
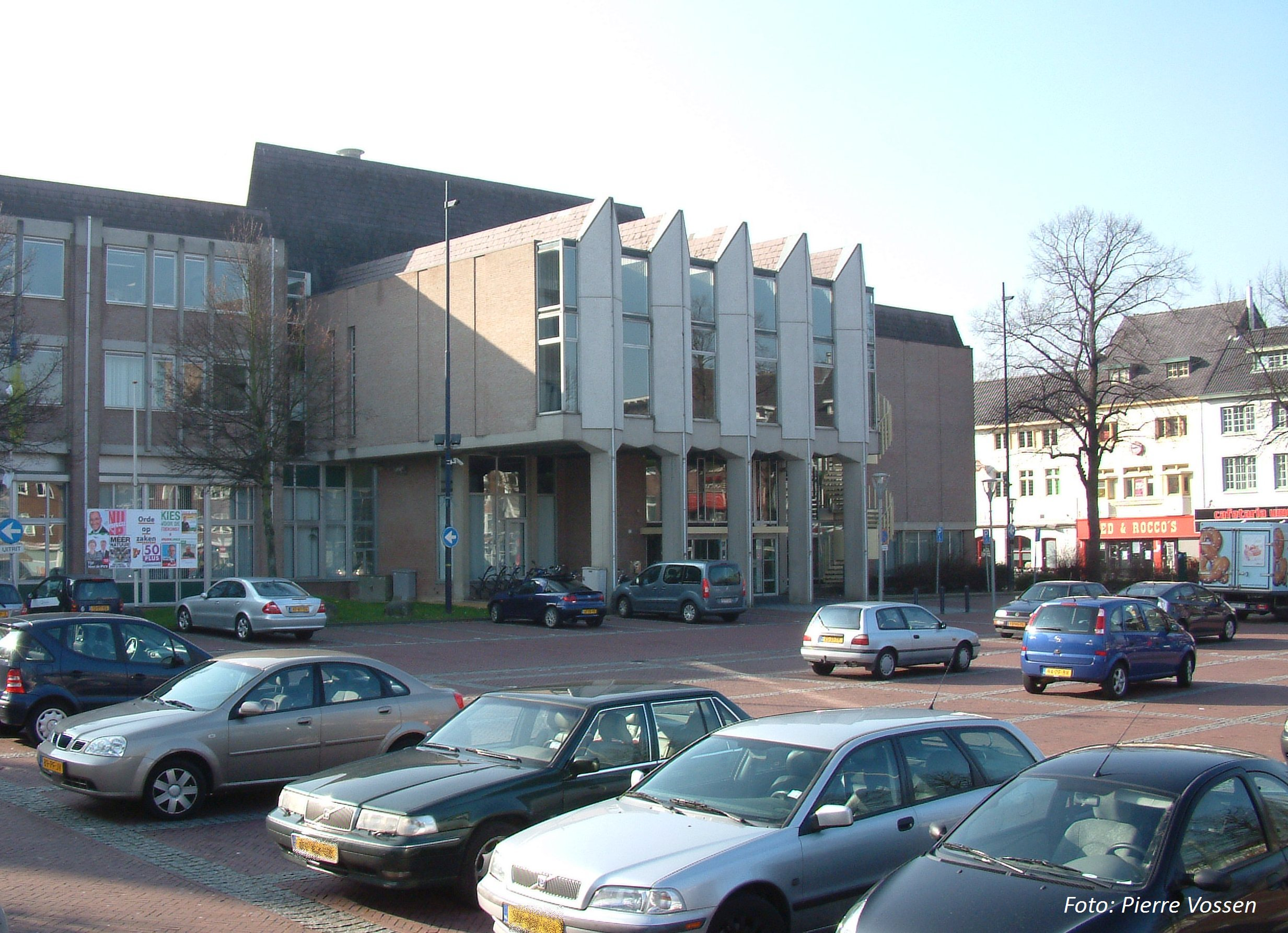
De nieuwbouwvleugel van het raadhuis van de voormalige gemeente Geleen
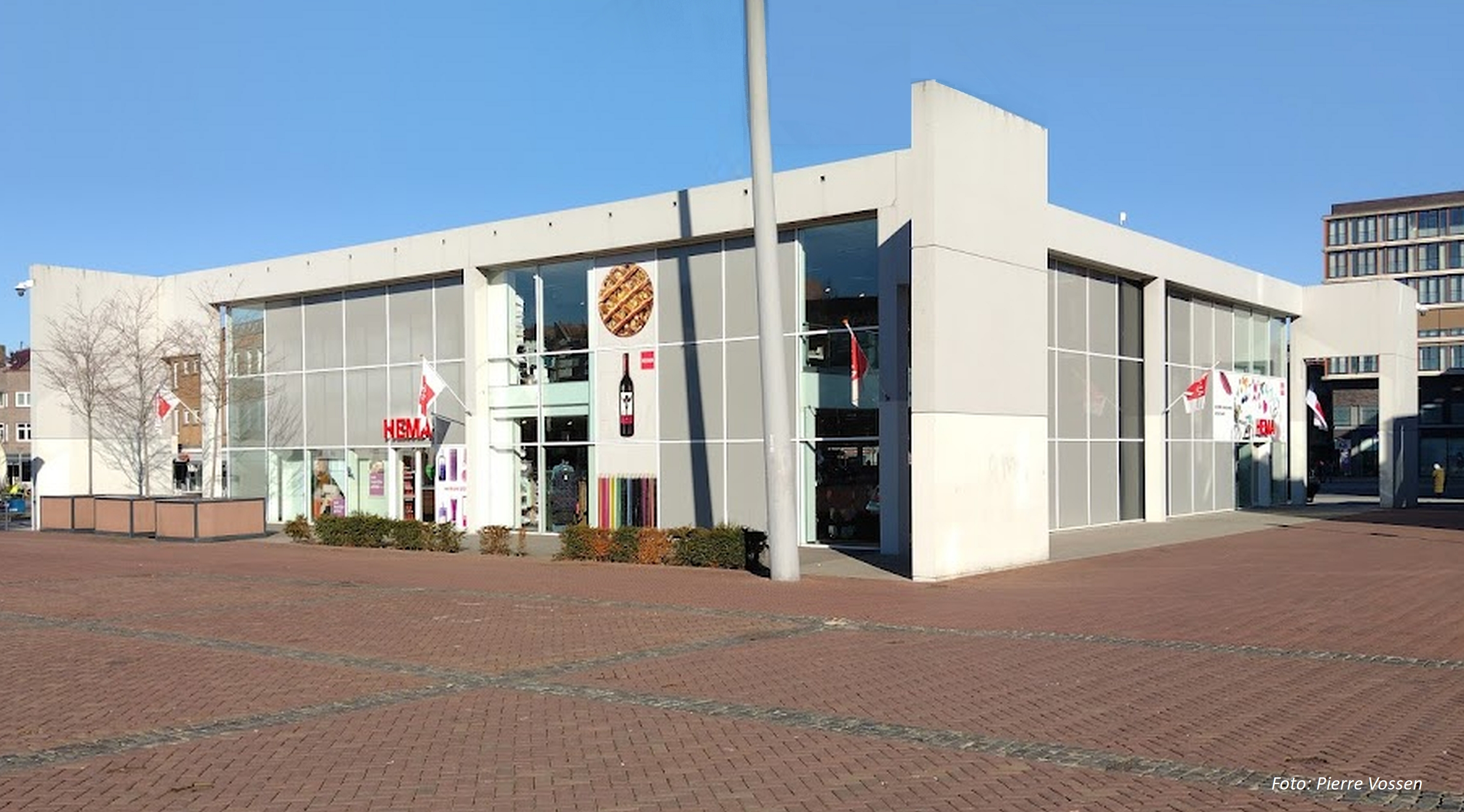
Galfetti-gebouw